# Каневский, Борис Иванович
Борис Иванович Каневский (1881 — 1954) — советский инженер-конструктор артиллерийского вооружения, Главный инженер «Орудийного завода» — Завода № 8 имени М. И. Калинина в подмосковных Подлипках, ныне в черте города Королев. Генерал-майор инженерно-артиллерийской службы (08.09.1943), профессор.

## Биография
В 1909 штабс-капитан, в 1917 полковник, служил на Тульском оружейном заводе . В 1922 числится техническим директором ТОЗ .
- 1931 год — В апреле из Коврова в поселок Калининский (так с 1928 года стали называться Подлипки) вместе с Илларионом Аветовичем Мирзахановым (назначается директором) на Завод № 8 имени М. И. Калинина приезжает группа специалистов, в том числе Борис Иванович Каневский.
- 1934—1938 год — главный инженер завода № 8[3]
- 1938 год — Мирзаханов назначает Каневского Техническим директором Завода № 8, невзирая на то, что ранее Каневский обвинялся во вредительстве[4].
- Семейное захоронение Каневских на Введенском кладбище1941 год — начальник главка наркомата вооружений.
- 8 сентября 1943 г. присвоено звание генерал-майора инженерно-артиллерийской службы.
- Умер в 1954 г. в Москве.

## Память
Похоронен на участке № 20 Введенского кладбища в Москве.